# Philippe Jockey
Pour les articles homonymes, voir Jockey (homonymie).
Philippe Jockey, né en 1962, est un historien, historien de l'art et archéologue français.

## Biographie
Normalien (promotion 1984) et agrégé de lettres classiques, Philippe Jockey est chercheur membre de l’École française d’Athènes de 1988 à 1992, avant de soutenir sa thèse de doctorat en archéologie en 1993 (Université Paris-Nanterre). Par la suite il enseigne l’histoire grecque à l’Université de Provence Aix-Marseille I.Il est actuellement professeur d’histoire de l’art et d’archeologie à l’universite Paris X Nanterre.
Reconnu pour la portée novatrice de ses travaux et publications[réf. nécessaire] portant notamment sur la question de l’utilisation de la couleur dans le monde antique, en 2011 il est nommé membre du Conseil scientifique de la Maison Archéologie & Ethnologie René-Ginouvès[source insuffisante].
Spécialiste de la polychromie dans le monde grec, il a occupé en 2015 2016 la chaire thématique « L’aventure polychrome : matérialité, représentation, réception » à Sorbonne Universités- Université Pierre-et-Marie-Curie.
Depuis 2016, il enseigne l'histoire de l'art et l'archéologie à l'université Paris-Nanterre.
Il est l'auteur de plusieurs livres, de nombreux articles et a organisé plusieurs colloques internationaux, notamment à l'École française d'Athènes.

## Principales publications

### Ouvrages
- L'Archéologie, Paris, Éditions Belin, 1999, nouvelle édition, revue et augmentée, 2013, Poche, (Prix Salomon Reinach 2001 de l’Académie des Inscriptions et Belles Lettres)[6]
- (Dir.), L’Éclat et son effacement dans les sociétés anciennes et contemporaines : ses mots, ses gestes et ses scénographes, Kermès (numéro double, mai 2017), sous presse
- (Avec Marie-Claire Amouretti et Françoise Ruzé), Le monde grec antique, Paris, Hachette Livre, 2017, 6e éd.
- Le Mythe de la Grèce blanche, Paris, Éditions Belin, 2015, 2e éd., poche (première édition : Paris, Éditions Belin, 2013)
- (Dir.), Les Arts de la couleur en Grèce ancienne… Et ailleurs, Actes du Colloque international organisé à l’École française d’Athènes, 23-25 avril 2009, Persée (portail), coll. Bulletin de Correspondance Hellénique

### Articles
- « La sculpture antique, entre histoire de l’art et histoire des techniques : vers un renouveau historiographique et thématique », Perspective, 1 | 2007, 19-44 [mis en ligne le 31 mars 2018, consulté le 31 janvier 2022. URL : http://journals.openedition.org/perspective/3715 ; DOI : https://doi.org/10.4000/perspective.3715].
- « Sandrine Alexandre, Nora Philippe, Charlotte Ribeyrol éd., Inventer la peinture grecque antique, Lyon, ENS Éditions, 2012 », Perspective [mis en ligne le 25 juillet 2013, consulté le 31 janvier 2022. URL : http://journals.openedition.org/perspective/2421 ; DOI : https://doi.org/10.4000/perspective.2421]

## Prix
- Prix Salomon Reinach 2001 de l’Académie des inscriptions et belles-lettres pour L’Archéologie, Paris, Éditions Belin, 1999 (2e éd., 2013)